# 第3次池田内閣
第3次池田内閣（だいさんじいけだないかく）は、池田勇人が第60代内閣総理大臣に任命され、1963年（昭和38年）12月9日から1964年（昭和39年）7月18日まで続いた日本の内閣。

## 概要
第30回衆議院議員総選挙に於いて、自由民主党が勝利を収め、総選挙後の第45特別国会で自由民主党総裁の池田勇人が首班指名を経て内閣総理大臣に再任された。
尚、この組閣では、この年の7月に内閣改造（第2次池田第3次改造内閣）を行ったばかりであったという理由から、解散前の内閣閣僚が全員再任された。ちなみに解散前の内閣閣僚の再任は戦後初のケースとなった。

## 閣僚
- 内閣総理大臣 - 池田勇人（池田派）
- 法務大臣 - 賀屋興宣（旧岸派）
- 外務大臣 - 大平正芳（池田派）
- 大蔵大臣 - 田中角栄（佐藤派）
- 文部大臣 - 灘尾弘吉（石井派）
- 厚生大臣 - 小林武治（参議院議員）
- 農林大臣 - 赤城宗徳（川島派）
- 通商産業大臣 - 福田一（大野派）
- 運輸大臣 - 綾部健太郎（藤山派）
- 郵政大臣 - 古池信三（参議院議員）
- 労働大臣 - 大橋武夫（池田派）
- 建設大臣、近畿圏整備長官、首都圏整備委員会委員長 - 河野一郎（河野派）
- 自治大臣、国家公安委員会委員長 - 早川崇（三木派）／ 赤沢正道：1964年（昭和39年）3月25日－
- 行政管理庁長官 -  山村新治郎（河野派）
- 北海道開発庁長官、科学技術庁長官 -  佐藤栄作（佐藤派）／ 池田勇人（事務取扱）：1964年（昭和39年）6月29日－
- 防衛庁長官 - 福田篤泰（大野派）
- 経済企画庁長官  - 宮沢喜一（参議院議員、池田派）
- 内閣官房長官 - 黒金泰美（池田派）
- 総理府総務長官 - 野田武夫（河野派）
  - 内閣法制局長官 - 林修三
  - 内閣官房副長官（政務） - 草野一郎平
  - 内閣官房副長官（事務） - 細谷喜一
  - 総理府総務副長官 - 古屋亨

## 政務次官
- 法務政務次官 - 天埜良吉（参）
- 外務政務次官 - 毛利松平
- 大蔵政務次官 - 纐纈弥三、斎藤邦吉
- 文部政務次官 - 八木徹雄
- 厚生政務次官 - 砂原格
- 農林政務次官 - 丹羽兵助、松野孝一（参）
- 通商産業政務次官 - 田中栄一、竹下登
- 運輸政務次官 - 田邊國男
- 郵政政務次官 - 金丸信
- 労働政務次官 - 藏内修治
- 建設政務次官 - 鴨田宗一
- 自治政務次官 - 金子岩三
- 行政管理政務次官 - 川上為治（参）
- 北海道開発政務次官 - 井川伊平（参）
- 防衛政務次官 - 井原岸高
- 経済企画政務次官 - 倉成正
- 科学技術政務次官 - 鹿島俊雄

## 党役員
自民党役員は四役留任した。
- 副総裁 - 大野伴睦
- 幹事長 - 前尾繁三郎
- 総務会長 - 藤山愛一郎
- 政務調査会長 - 三木武夫